# David Scarpa

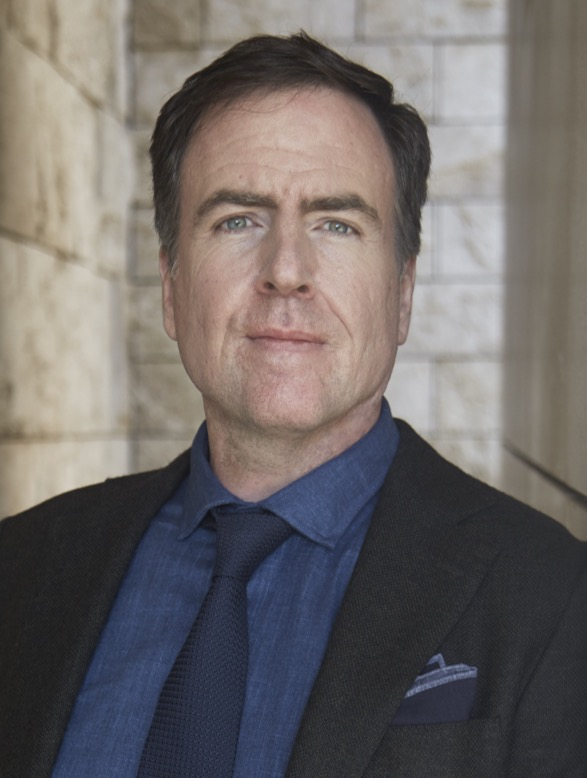
David Scarpa (2017)

David Scarpa (* im 20. Jahrhundert in Fort Campbell, Kentucky) ist ein US-amerikanischer Drehbuchautor.

## Karriere
Scarpas erste Filmarbeit war das Drehbuch zum Thriller Die letzte Festung (2001), ehe er 2008 den Science-Fiction-Film Der Tag, an dem die Erde stillstand von Regisseur Scott Derrickson schrieb. In den folgenden Jahren arbeitete er vermehrt an letztendlich nicht umgesetzten Projekten, so etwa an einem Daredevil-Reboot und am Monumentalfilm Cleopatra mit Angelina Jolie in der Hauptrolle.
Sein adaptiertes Drehbuch zum Roman Painfully rich vom Autor John Pearson, das die Entführung des Enkels vom Ölmagnaten J. Paul Getty behandelt, wurde 2015 auf Hollywoods schwarze Liste aufgenommen. Ridley Scott verfilmte das Skript zwei Jahre später unter dem Titel Alles Geld der Welt, ehe Scarpa 2019 bei der vierten Staffel von The Man in the High Castle als Showrunner fungierte.
Seitdem arbeitete Scarpa stets mit Regisseur Ridley Scott zusammen. So schrieb er die Drehbücher zu Napoleon (2023), Gladiator II (2024) und zur angekündigten Fernsehserie The Cartel.

## Filmografie
- 2001: Die letzte Festung (The Last Castle)
- 2008: Der Tag, an dem die Erde stillstand (The Day the Earth Stood Still)
- 2017: Alles Geld der Welt (All the Money in the World)
- 2019: The Man in the High Castle (Fernsehserie, 3 Folgen)
- 2023: Napoleon
- 2024: Gladiator II